# Cork
Cork (în irlandeză Corcaigh) este al doilea oraș ca mărime din Irlanda, cu o populație de 224.004 locuitori conform recensământului din 2022. Este reședința județului Cork și cel mai mare oraș din provincia Munster, este un centru economic și cultural important al sudului Irlandei.
Cork este situat pe râul Lee, care conduce 2 canale în împrejurimea centrului. Asta face centrul orașului o insulă între cele două canale. Orașul se întinde peste 187 de km pătrați, densitatea orașului este de 1.118 de locuitori pe km pătrat (3.080/milă pătrată). Metropola se întinde 820 de km pătrați și are o populație de 305.000 de locuitori.

## Istorie

### Fondare
Cork a fost atestat în secolul 6 după Hristos, ca o așezare monastică. Localitatea sa dezvoltat între anii 915-922 când călători Vikingi au fondat un port de comerț. Cork a devenit un centru de comerț similar cu  Dublin în rețeaua de comerț din Scandinavia, Vikingi au previzionat Cork cu mâncare și posibil sprijin militar.

## Personalități născute aici
- Anne Bonny (1697 - 1721), celebră femeie-pirat;
- Fitz James O'Brien (1828 - 1862), scriitor;
- Mary Harris Jones (1830 - 1930), activistă pentru drepturile omului;
- Benjamin Farrington (1891 - 1974), profesor, filolog;
- Marie Elisabeth Jean Elmes⁠(d) (1908 - 2002), deținătoare de titlu Drept între popoare;
- Jack Lynch (1917 - 1999), om politic;
- Duncan Hamilton (1920 - 1994), pilot de Formula 1;
- Donal Creed (1924 - 2017), om politic, europarlamentar;
- Peter Barry⁠(d) (1928 - 2016), om politic;
- Eileen Lemass (n. 1932), om politic, europarlamentar;
- Barry Desmond (n. 1935), om politic, europarlamentar;
- Michael O'Leary (1936 - 2006), om politic, europarlamentar;
- Micheál Martin (n. 1960), om politic;
- Roy Keane (n.  1971), fotbalist, antrenor;
- Simon Coveney (n. 1972), europarlamentar.